# أوليفر قاولد جينينغز
أوليفر قاولد جينينغز (بالإنجليزية: Oliver Gould Jennings)‏ هو سياسي أمريكي، ولد في 27 أبريل 1865، وتوفي في 13 أكتوبر 1936. انتخب عضو مجلس نواب كونيتيكت.